# خنرال لاگوس
خنرال لاگوس (به اسپانیایی: General Lagos) یک شهرستان در شیلی است که در پاریناکوتا واقع شده‌است. خنرال لاگوس ۲٬۲۴۴٫۴ کیلومتر مربع مساحت و ۶۲۵ نفر جمعیت دارد و ۴٬۰۹۳ متر بالاتر از سطح دریا واقع شده‌است.